# 야마우치 도요타다 (1722년)
야마우치 도요타다(일본어: 山内豊産, 1722년 12월 20일 ~ 1791년 12월 21일)는 도사 신덴번 초대 번주를 지냈다. 도요타다는 나카무라번주 야마우치 도요아키라의 손자이자 나카무라번 세자 야마우치 도요시게의 4남으로 태어났다.
|  | 제1대 도사 신덴번 번주 (야마우치가) 1780년 ~ 1783년 | 후임 야마우치 도요야스 |